# Фоменко Петро Наумович
Петро Наумович Фоменко (нар. 13 липня 1932, Москва, Російська РФСР, СРСР — пом. 9 серпня 2012, Москва, Росія) — радянський і російський режисер театру і кіно, педагог, художній керівник Московського театру «Майстерня Петра Фоменка». Створив шістдесят вистав у театрах Москви, Санкт-Петербурга, Тбілісі, Вроцлава, Зальцбурга і Парижа.
Для режисерської манери Фоменко характерні багата фантазія і парадоксальність мислення, побудова вистави за принципом іронічного зіставлення контрастних епізодів; його роботи яскраво театральні й музичні, відрізняються блискучими акторськими ансамблями.
У ряді спектаклів кінця 1970-х — початку 1980-х років Фоменко експериментував у жанрі трагічного гротеску.
Телевізійним виставам режисера властиві поглиблений психологізм, точне проходження авторської ідеї та стилю.

## Біографія
Петро Фоменко народився 13 липня 1932 року в Москві. Закінчив московську школу № 9. Захоплювався футболом: суперником по дворових іграх на той час був майбутній знаменитий футболіст Анатолій Ільїн, а в молодших класах навчався з Адамасом Голодцом ; грав в теніс, хокей з м'ячем, хокей з шайбою.
Школяру Петру Фоменко любов до театру, музики прищепила мама. За пізнішим визнанням, до театру він прийшов саме через музику. Закінчив музично-педагогічний інститут ім. Гнесіних, училище М. М. Іпполітова-Іванова по класу скрипки.
Вступив до Школи-студії МХАТ, де швидко став для консервативних викладачів-академіків осередком всього, що «глибоко протипоказано великої школі російського театру». З обдарованим «ізгоєм», незважаючи ні на що, продовжував займатися Борис Вершилов (учень Євгена Вахтангова). Проте, Фоменко був відрахований «за хуліганство» з третього курсу в 1953 році.
Вступив до Московського державного педагігчного інституту імені В. І. Леніна (філологічний факультет), який закінчив заочно в 1955 році. Тут Петро Фоменко потоваришував з Юрієм Візбором, Юлієм Кімом, Юрієм Ковалем. Режисував знамениті «капусники», робив спроби перших серйозних постановок, зокрема, репетирував «Кам'яного гостя» Олександра Пушкіна.
Паралельно навчався на режисерському факультеті ГІТІСу (курс Миколи Горчакова, серед педагогів Андрій Гончаров, Микола Петров), який закінчив у 1961 році. Перший спектакль поставив в 1958 році.
Поставлений Петром Фоменко в 1966 році в Театрі ім. Маяковського спектакль «Смерть Тарєлкіна» був заборонений після п'ятдесяти показів. Театральною легендою став спектакль «Нова Містерія-Буф» в Театрі ім. Лєнсовета (1967), не допущений до прем'єри. Про це виставі Фоменко розповідав: "Після першого ж перегляду в театрі ім. Лєнсовета до мене підійшли два чудових ленінградських критика, Ісаак Шнейдерман та Раїса Беньяш, і сказали: «Молода людина, у вас багато речей з собою? Візьміть речі і їдьте». Речей було небагато, але я не послухався, і спектакль здавали ще чотири рази. Ігор Петрович Владимиров схуд в ці дні, зблід, бо це все йому, звичайно, було важко… Потім прийшов Микола Акімов як головний експерт… Він сказав: «Я не люблю Маяковського, але те, що я побачив, — це не Маяковський». З останньої шостої здачі вигнали всіх глядачів, перевіряли, чи немає людей під кріслами… "
У цей час Петро Фоменко жив без постійної роботи, перебиваючись випадковими заробітками на телебаченні, в провінційних театрах, драмгуртку і навіть приватною практикою філолога. До цього ж періоду (1968—1969 роки) відноситься робота в студентській театральній студії МГУ на Ленінських горах, де він після постановки вистав «Вечір Михайла Свєтлова» і «Тетянин день» приступив до репетицій «Носорогів» Іонеско, але репетиції були припинені за розпорядженням МГК КПРС.
Не знайшовши роботи в Москві, він поїхав до Тбілісі, де два сезони працював в Тбіліському театрі ім. О. С. Грибоєдова.
З 1972 по 1981 роки працює в Ленінградському Театрі Комедії (з 1977 р. — головний режисер), звідки пішов після давно назрілого ідеологічного конфлікту з обкомом КПРС під керівництвом Григорія Романова.
Повертається до Москви: з 1982 року режисер у Театрі імені В. В. Маяковського, з 1989 року — в Театрі імені Є. Б. Вахтангова.
З 1981 року починає викладати в ГІТІСі на запрошення свого вчителя, Андрія Олександровича Гончарова (спочатку як педагог в майстерні Оскара Ремеза).
У 1992 році отримує звання професора РАТІ.
У 2000 році викладав в Паризькій консерваторії, потім ставив спектаклі в Комеді Франсез (2003), а в 2005 році на Чеховському фестивалі в Москві був показаний спектакль поставлений Фоменко на акторів трупи Comédie-Française «Ліс» Островського
У 2001 році випустив останній курс студентів. У 2003 році залишив кафедру режисури в РАТІ (ГИТИС) і пішов з офіційною театральної педагогіки, якій віддав понад двадцять років життя.

Могила П. Н. Фоменко на Ваганьковському кладовищі в Москві

Серед учнів Фоменко — режисери Сергій Женовач, Іван Поповськіи, Олег Рибкін, Олена Невєжина, Володимир Єпіфанцев, Міндаугас Карбаускіс, Сергій Пускепаліс, Олексій Бураго, Микола Дручек ; актори Ігор Угольников, Галина Тюніна, сестри Поліна та Ксенія Кутєпова, Мадлен Джабраїлова, Поліна Агурєєва, Тагір Рахімов, Андрій Казаков, Кирило Пирогов, Ілля Любимов, Євген Циганов, Інга Оболдіна.
Помер 9 серпня 2012 року в Москві, в клініці Чазова, від набряку легенів. Похований 13 серпня на Ваганьковському кладовищі Москви.

## Особисте життя
- Перша дружина — художник-постановник Лалі Бадрідзе.
- Друга дружина (вдова) — актриса Майя Тупикова.

У Фоменко залишився позашлюбний син Андрюс, народжений литовської письменницею і театральним критиком Аудроне Гірдзіяускайте.

### Відгуки
Петро Наумович — це якась стихія, якесь явище природи, якась природна аномалія. У Петра Наумовича дуже сильний лицедійський, непередбачуваний початок. Він дивно парадоксально мислить, блискуче володіє інтонацією, тільки йому одному відомою, одному йому властивою. Він парадоксальний сам по собі. Не випадково у нього улюблені слова — «але» і «хоча». І відразу весь сенс перевертається. Він великий лицедій і провокатор. Фоменко любить підривати ситуацію, непередбачувано її розгортати, і в цьому він завжди живий, рухливий, цікавий.
— Сергей Женовач

## Роботи в театрі

### Московський драматичний театр (Театр на Малій Бронній)
- 1958 — «Неспокійна спадщина» Костянтина Финна[15]
- 1961 — «Один рік» за Юрієм Германом
- 1968 — «Як вам це сподобається» Вільяма Шекспіра

### Ленінградський театр комедії (1972—1981)
- 1972 — «Цей милий старий будинок» Олексія Арбузова
- 1973 — «Троянської війни не буде» Жана Жіроду
- 1974 — «Старий Новий рік» Михайла Рощина
- 1974 — «Родичі» Еміля Брагінського та Ельдара Рязанова
- 1975 — «Мізантроп» Мольєра
- 1975 — «Муза» Г. М. Нікітіна
- 1978 — «Ліс» А. М. Островського
- 1978 — «Пасаж в пасажі» Сергія Михалкова за Федором Достоєвським
- 1978 — «Небезпечно для життя» А. Антохіна.
- 1979 — «Весілля. Ювілей» за Антоном Чеховим
- 1979 — «Добро, ладно, добре» Василя Бєлова
- 1980 — «Зрада» Леоніда Зоріна
- 1980 — «Тьоркін-Тьоркін» Олександра Твардовського
- 1981 — «Казка Арденського лісу» Юлія Кіма за мотивами п'єси Вільяма Шекспіра «Як вам це сподобається»

### Московський академічний театр імені Володимира Маяковського
- 1966 — «Смерть Тарєлкіна» Олександра Сухово-Кобиліна
- 1985 — «Плоди освіти» Лева Толстого (постановка)

### Державний академічний театр імені Є. Вахтангова
- 1989 — «Справа» Олександра Сухово-Кобиліна (постановка)
- 1991 — «Государ ти наш, батюшка» за «Дітовбивцею» Фрідріха Горенштейна
- 1993 — «Без вини винуваті» Олександра Островского
- 1996 — «Пікова дама» Олександра Пушкіна
- 1999 — "Чудо Святого Антонія " Моріса Метерлінка

### Майстерня Петра Фоменко в ГІТІС-РАТІ (1981—1996)
- 1984 — «Борис Годунов» Олександра Пушкіна
- 1986 — «Гравці» Миколи Гоголя (разом з Р. А. Сиротою)
- 1988 — «Пікова дама» Олександра Пушкіна
- 1992 — «Вовки і вівці» Олександра Островського (постановка)

### Московський театр «Майстерня Петра Фоменка»(1993—2012)
- 1996 — «Таня-Таня» Ольги Мухіної (режисер-постановник)
- 1996 — «Весілля» Антона Чехова
- 1998 — "Чичиков. Мертві душі, том другий ", фантазія на тему пізнього Миколи Гоголя
- 2000 — «Одна абсолютно щаслива село», за Борисом Вахтін
- 2000 — «Сімейне щастя» Лева Толстого (автор композиції та режисер-постановник)
- 2001 — «Божевільна із Шайо» Жана Жироду
- 2001 — «Війна і мир. Початок роману. Сцени» Лева Толстого (автор інсценізації, постановка)
- 2002 — «Єгипетські ночі», за творами Олеександра Пушкіна і Валерія Брюсова (постановка)
- 2004 — «Він був титулярний радник» за «Записками божевільного» Миколи Гоголя (мізансцени)
- 2004 — " Три сестри " Антона Чехова
- 2006 — «Пробач нас, Жан-Батист» по «Міщанин-шляхтич» Ж.-Б. Мольєра («співучасник-опонент»)
- 2006 — «Як шкода» за п'єсою «Любовна одповідь сидить в кріслі чоловікові» Габрієля Гарсія Маркеса
- 2008 — " Безприданниця " Олександра Островського (постановка і режисура)
- 2008 — «Казка Арденського лісу» Юлія Кіма по канві п'єси Вільяма Шекспіра «Як вам це сподобається» (постановка)
- 2009 — «Триптих» Олександра Пушкіна за «Графом Нуліном», «Кам'яним гостем» і «Сценами з Фауста» (постановка)
- 2012 — «Театральний роман (Записки небіжчика)» Михайла Булгакова. Спільно з К. А. Пироговим

### Постановки в інших театрах
- 1959 — «Іркутська історія» Олексія Арбузова. Театр-студія «Металург» (Москва).
- 1960 — «Проводи білих ночей» Віри Панової. Дипломний спектакль акторського факультету ГИТИС.
- 1961 — «Даєш Америку!» за С. Ларіоновим у Московському театрі драми і комедії. (Вистава не вийшла, її репетиції були припинені через невідповідність п'єси репертуарній політиці.)
- 1961 — «Проводи білих ночей» Віри Панової. Драматичний театр, Ногінськ.
- 1962 — «Мікрорайон» за повістю Лазара Кареліна в Московському театрі драми і комедії
- 1964 — «Король Матіуш I» за Янушом Корчаком у ЦДТ
- 1965 — «Пригоди жовтої валізки» С. Прокоф'євої. Спільно з В. Ованесовим. Центральний дитячий театр.
- 1967 — «Дізнання» П. Вайса в театрі на Таганці
- 1968 — «Людина, схожий на самого себе або вечір Михайла Свєтлова» Зіновія Паперного. Театр-студія МДУ «Ленінські гори».
- 1969 — «Тетянин день» Д. Урнова. Театр-студія МГУ «Ленінські гори».
- 1969 — «Нова Містерія-Буф» за Володимиром Маяковським в обробці Марка Розовського в Ленінградському Театер ім. Ленсовета
- 1970 — «Свій острів» Р. А. Каугвера в Тбіліському російською драматичному театрі ім. А. С. Грибоєдова
- 1971 — «Дорога квітів» Валентина Катаєва в Тбіліському російською драматичному театрі ім. О. С. Грибоєдова
- 1974 — «Цей милий старий дім» Олексія Арбузова, 2-га редакція вистави, в «Театрі Польському» (Вроцлав).
- 1976 — «Іспити ніколи не закінчуються» Е. де Філіппо в ЦТСА
- 1977 — «Любов Ярова» Костянтина Треньова в Малому театрі[16]
- 1990 — «Калігула» Альбера Камю в Театрі ім. Моссовета
- 1994 — «Чудовий рогоносець» Фернана Кроммелінка в театрі «Сатирикон»
- " Пікова дама " Олександра Пушкіна зі студентами в Паризькій консерваторії
- « Кам'яний гість» Олександра Пушкіна зі студентами в Паризькій консерваторії
- 2003 — " Ліс " Олександра Островського в Комеді Франсез

## Фільмографія

### Режисер
- 1973 — Дитинство. Отроцтво. Юність
- 1975 — На все життя, що залишилося… (за повістю «Супутники» Віри Панової)
- 1977 — Майже смішна історія (за сценарєм Еміля Брагінського)
- 1985 — Поїздки на старому автомобілі (за сценарєм Еміля Брагінського)

### Сценарист
- 1975 — На все життя, що залишилося… (у спіавторстві з Борисом Вахтіним)

### Актор
- 1982 — Джентльмени з Конгресу (фільм-вистава) — (режисери Веніамін Смєхов, Марина Ішимбаєва) — Сол Фіцморіс, член комісії з асигнувань конгресу США  — головна роль і виконання пісень у фільмі.
- 1985 — Поїздки на старому автомобілі — Петро Чубуков, актор-аматор в постановці Зої Павлівни
- 1988 — Чорний чернець (режисер Іван Диховичний) — Песоцький Єгор Семенович, батько Тетяни

## Роботи на телебаченні

### Центральне телебачення(1967—1991)
- 1966 — «Новели» за Доротою Паркер
- 1967 — Новели про Ходжу Насреддіна
- 1969 — Пікова дама за Олександром Пушкіним
- 1969 — «Михайло Кольцов»
- 1971 — Сімейне щастя за Левом Толстим
- 1973 — Дитинство. Отроцтво. Юність за Левом Толстим
- 1981 — Любов Ярова за К. А. Треньовим (разом з Аліною Казьміною)
- 1981 — Повести Белкина. Выстрел за Олександром Пушкіним (разом з Лідією Ішимбаєвою)
- 1983 — Цей милий старий будинок за О. М. Арбузовим
- 1984 — Заметіль за Олександром Пушкіним
- 1987 — Пікова дама за Олександром Пушкіним
- 1991 — Трунар за Олександром Пушкіним
- 2001 — Таня-Таня за О. Мухіною
- 2003 — Одне абсолютно щасливе село за Б. Б. Вахтіним
- 2004 — Воіки і вівці за Олександром Островським
- 2012 — Триптих за Олександром Пушкіним

## Школа Петра Фоменка
За роки викладання в ГІТІСі Петро Фоменко випустив чотири курси студентів, серед яких відомі режисери та актори: Сергій Женовач, Іван Поповські, Олег Рибкін, Олена Невежина, Володимир Епіфанцев, Міндаугас Карбаускіс, Сергій Пускепаліс, Микола ДРУЧЕК, Марина Глухівська, сестри Ксенія і Поліна Кутепова, Поліна Агуреева, Максим Литовченко, Андрій Казаков, Олексій Бураго і інші.

### Відгуки
Він домагається свого, ніколи не пригнічуючи при цьому артиста. Тому що його режисура замішана на любові до цих артистів. За ним — як за кам'яною стіною. Він ніколи не дозволить собі забороненого прийому (будь то придушення, приниження або страх) заради досягнення результату. Тому що миттєвий результат йому, за великим рахунком, не має значення. Ми всі привчені до того, що провал може бути корисний, а до успіху треба ставитися скептично. Можна домогтися результату насильством, але це спрацює на кілька вистав. А потім страх і образа забудуться, а далі що? Його ж вистави йдуть десять років і більше. Він вчить нас кожен раз знаходити якийсь новий інтерес.
— Рустем Юскаєв

## Визнання і нагороди
- Золота медаль імені А. Д. Попова (1978) — за виставу «Любов Ярова» К. А. Треньова[17].
- Заслужений діяч культури Польщі (1979)
- заслужений діяч мистецтв РРФСР (1987) — за заслуги в області радянського театрального мистецтва[18].
- народний артист Російської Федерації (1993)[19].
- Міжнародна театральна премія імені К. С. Станіславського (1993)[20].
- премія фестивалю «Московські сезони», (сезон 1992—1993), за спектакль «Без вини винуваті»[21].
- приз московської критики «Цвях сезону», (сезон 1992—1993), за спектакль «Без вини винуваті»[21].
- Державна премія Російської Федерації (1994) — за виставу «Без вини винуваті» Олександра Островського[22];
- Державна премія Російської Федерації (1997) — за створення театру «Майстерня П. Фоменко»[23];
- Державна премія Російської Федерації (2001) — за спектаклі «Одна абсолютно щаслива село», «Сімейне щастя», "Війна і мир. Початок роману. Сцени"[24].
- премія «Золота маска» (1995, за спектакль «Чудовий рогоносець»[25], 2002, за спектакль «Війна і мир. Початок роману»[26] ; 2006, за спектакль «Три сестри»[27]).
- премія Станіславського (сезон 1995—1996, за спектакль «Пікова дама»[28] ; сезон 1999—2000, за спектакль «Одна абсолютно щаслива село»[29]).
- премія " Кришталева Турандот " (1993) — за спектаклі «Без вини винуваті» і «Вовки і вівці» Олександра Островського; 1996 року, за спектакль «Пікова дама» Олександра Пушкіна[30].
- премія імені Георгія Товстоногова (2001) — за видатний внесок у розвиток театрального мистецтва[31].
- премія «Тріумф» (2001)[32].
- премія «Чайка» (2002), в почесній номінації «Патріарх»[33].
- премія Голови Спілки театральних діячів Російської Федерації (сезон 2002—2003)[34][35]
- премія Президента Російської Федерації в області літератури і мистецтва (2003) — за видатний творчий і науковий внесок в художню культуру Росії[36].
- орден «За заслуги перед Вітчизною» IV ступеня (1996)[37]
- орден «За заслуги перед Вітчизною» III ступеня (2003)[38]
- орден «За заслуги перед Вітчизною» II ступеня (2007)[39]
- орден мистецтв і літератури (Франція) (2005)[40]
- Почесна грамота Уряду Москви (2002) — за великі творчі досягнення в розвитку театрального мистецтва і в зв'язку з 70-річчям від дня народження[41]
- глядацька премія «ЖЖивой театр» (2009) у номінації «Режисура: метри» за виставу «Безприданниця» за Олександром Островським
- глядацька премія «ЖЖивой театр» (2010) в номінації «Режисура: метри» за виставу «Триптих» за Олександром Пушкіним

### Відгуки
До Петра Наумовича дуже пізно прийшло визнання. Пізно будується театр, все дуже-дуже пізно. Він і раніше ставив приголомшливі, дивовижні вистави, які перевертають наше уявлення про театр.
— Сергей Женовач, 2007

## Список праць
- Фоменко П., Копылова Р. Приближаясь к Толстому // Телевидение и литература: Сб. ст / Сост. Е. В. Гальперина. — М. : Искусство, 1983. — 217 с. — 10000 прим.
- Фоменко П. Он воспитал наш пламень… // Неистовый Андрей Гончаров / Гл. ред. и сост.: В. Я. Дубровский. — М. : АСТ-Пресс Книга, 2003. — С. 278—292. — 1500 прим. — ISBN 5-462-00062-6.